# FM Belfast
FM Belfast ist eine Elektro-/Pop-Band aus Reykjavík.
Die Gruppe besteht aus Lóa Hlín Hjálmtýsdóttir, Árni Rúnar Hlöðversson, Árni Vilhjálmsson und Örvar Þóreyjarson Smárason.

## Geschichte
Die Band begann 2005 nur mit Hjálmtýsdóttir und Hlöðversson. Bis Árni Vilhjálmsson und Örvar Þóreyjarson Smárason dazu kamen, gab es allerdings keine nennenswerten Erfolge. 2006 traten sie beim Iceland Airwaves Festival auf und nahmen so den Schritt vom Studio-Projekt zur Live-Band.
Die Zahl der Mitglieder variiert von 3 bis 8, abhängig davon, wer erscheinen kann. Den Kern der Band machen Árni Rúnar Hlöðversson, Árni Vilhjálmsson und Lóa Hlín Hjálmtýsdóttir aus. Gelegentlich nehmen auch Örvar Þóreyjarson Smárason, Sveinbjorn Hermann Pálsson, Björn Kristjánsson, Birgitta Birgisdóttir, Eiríkur Orri an Auftritten teil.
Das erste Album wurde in New York und Island aufgenommen. Aufnahmen, Abmischen und die Gestaltung des Covers wurden von den Mitgliedern der Band selbst übernommen.

## Diskografie

### Alben
- 2008: How to Make Friends
- 2011: Don't Want to Sleep
- 2013: The Singles Club
- 2014: Brighter Days
- 2017: Island Broadcast

### Singles
- 2007: Back & Spine (featuring FM Belfast)[3]
- 2008: Lotus (Killing in the Name)[4]
- 2010: Underwear
- 2011: Vertigo
- Par Avion